# Ненадо Володимир Спиридонович
Володимир Спиридонович Нена́до (16 березня 1935, Козулька — 13 серпня 1981, Харків) — український радянський графік і педагог; член Харківської організації Спілки радянських художників України з 1965 року.

## Біографія
Народився 16 березня 1935 року на станції Козульці (нині селище міського типу Красноярського краю Росії) в сім'ї робітника. У 1954 році закінчив Біробіджанське художньо-графічне училище, а потім рік викладав у ньому. Упродовж 1956—1962 років навчався на графічному факультеті Харківського художнього інституту, був учнем Григорія Бондаренка і Василя Мироненка. Дипломна робота — цикли ліногравюр до роману «Кров людська — не водиця» Михайла Стельмаха.
З 1962 року викладав у Харківському художньому інституті/Харківському художньо-промисловому інституті (доцент з 1973 року). Серед учнів: В'ячеслав Бабак, Олег Векленко, Микола Гнатченко, Анатолій Дяченко, Віктор Звольський, Ігор Любавін, Ганна Сергеєва, Микола Сіробаба, Ільдан Яхін. Мешкав у Харкові в будинку на вулиці Кооперативній, № 18/20, квартира № 13. Загинув у автокатастрофі у Харкові 13 серпня 1981 року.

## Творчість
Працював у галузях станкової та книжкової графіки, в техніках ліногравюри та офорта. Серед робіт:
графічні серії
- «За мотивами творів Тараса Шевченка» (1964);
- «Африка — африканцям» (1965);
- «Реквієм» (1968);
- «По В'єтнаму» (1969);

лінорити
- «Прометей» (1965);
- «Жертва» (1965);
- «Горе» (1965);

офорти
- «До життя» (1972);
- «Ноктюрн» (1972).

Автор триптиха за мотивами роману «Десять днів, що потрясли світ» Джона Ріда (1963).
Брав участь у республіканських виставках з 1963 року, всесоюзних — з 1962 року, зарубіжних — з 1965 року (у 1967 році нагороджений срібною медаллю Міжнародної виставки книжкового мистецтва в Лейпцигу). Персональні виставки відбулися у Ханої у 1970 році, Києві у 1987 році та Харкові у 1988 році.